# Instituto Aragonés de Arte y Cultura Contemporáneos
El Instituto Aragonés de Arte y Cultura Contemporáneos (IAACC) es una institución de Aragón dedicada a la promoción,  conocimiento y divulgación del arte contemporáneo de Aragón, adscrita a la Consejería de Educación, Cultura y Deporte de la Diputación General de Aragón. Fue creado en 1995, y el principal ente del mismo es su sede central, el Museo Pablo Serrano, dedicado a dicho escultor aragonés.

## Sede central
Paseo María Agustín, 20. 
50004 - Zaragoza (Aragón, España) 
Teléfono: 976280659 / 976280660; Fax: 976284370; Correo Electrónico: mpabloserrano@aragon.es 